# Łochowo (osada)
Łochowo – osada w Polsce, w województwie lubuskim, w powiecie zielonogórskim, w gminie Świdnica.
Do 2023 miejscowość była przysiółkiem wsi Świdnica.
W latach 1975–1998 miejscowość administracyjnie należała do województwa zielonogórskiego.